# Marcus Claudius Marcellus (Kr. e. 183)
Marcus Claudius Marcellus (helyenként Marcellinus, Kr. e. 2. század vége – Kr. e. 169.) római politikus, hadvezér. Családja a plebeius Claudiusok közé tartozott. Édesapja feltehetően Syracusae híres elfoglalója, a hasonló nevet viselő Marcus Claudius Marcellus volt. A szintén Marcus nevet viselő fivére maga is consul volt Kr. e. 196-ban.
Nagy valószínűséggel Kr. e. 185-ben praetori magistraturát viselt, majd 183-ban consul volt Quintus Fabius Labeóval. Elvileg mindkettjüknek Liguria vidékére kellett volna hadaikat vezetni, Marcellus mégis az Aquileia környékén nemrég letelepült gallok ellen vonult. A kelták a római sereg közeledtére megadták magukat, mire lefegyverezték és visszatoloncolták őket az Alpokon túlra. Marcellus ezután Istria irányába vezette katonáit, ám nem ért el nagyobb eredményt, és hamarosan visszahívták Rómába a népgyűlést megtartani. Kr. e. 169-ben halt meg.
| Elődei: Publius Claudius Pulcher és Lucius Portius Licinus | Consul i. e. 183 collega: Quintus Fabius Labea | Utódai: Cnaeus Baebius Tamphilus és Lucius Aemilius Paullus Macedonicus |